# Sulcaria isidiifera
Sulcaria isidiifera är en lavart som beskrevs av Brodo. Sulcaria isidiifera ingår i släktet Sulcaria och familjen Parmeliaceae.   Inga underarter finns listade i Catalogue of Life.